# Levyna-Ca
La levyna-Ca és un mineral de la classe dels silicats, que pertany al grup de la chabazita-levyna. Originàriament denominada levyna (en anglès, lévyne) en honor de Serve-Dieu Abailard "Armand" Lévy (París, França, 14 de novembre de 1794 - Pecq, França, 29 de juliol de 1841), mineralogista i cristal·lògraf de la Universitat de París. El sufix va ser agregat l'any 1997 pel Subcomitè de Zeolites de l'Associació Mineralògica Internacional per a denominar el catió canviable dominant i distingir-la de l'anomenada levyna-(Na).

## Característiques
La levyna-Ca és un silicat de fórmula química (Ca,Na₂,K₂)[Al₂Si₄O₁₂]·6H₂O. Es tracta d'una espècie aprovada per l'Associació Mineralògica Internacional, i publicada per primera vegada el 1825. Cristal·litza en el sistema trigonal. La seva duresa a l'escala de Mohs es troba entre 4 i 4,5.
Segons la classificació de Nickel-Strunz, la levyna-Ca pertany a «02.GD: Tectosilicats amb H₂O zeolítica; cadenes de 6-enllaços – zeolites tabulars» juntament amb els següents minerals: gmelinita-Ca, gmelinita-K, gmelinita-Na, willhendersonita, cabazita-Ca, cabazita-K, cabazita-Na, cabazita-Sr, cabazita-Mg, levyna-Na, bellbergita, erionita-Ca, erionita-K, erionita-Na, offretita, wenkita, faujasita-Ca, faujasita-Mg, faujasita-Na, maricopaïta, mordenita, dachiardita-Ca, dachiardita-Na, epistilbita, ferrierita-K, ferrierita-Mg, ferrierita-Na i bikitaïta.

## Formació i jaciments
Va ser descoberta a Dalsnipa, dins el municipi d'Húsavík, a les illes Fèroe (Dinamarca). També ha estat descrita en altres indrets de les Fèroe, així com a Islàndia, Alemanya, Anglaterra, Itàlia, Espanya, Romania, la República Txeca, l'Índia el Japó, Austràlia i els Estats Units.